# Gumna

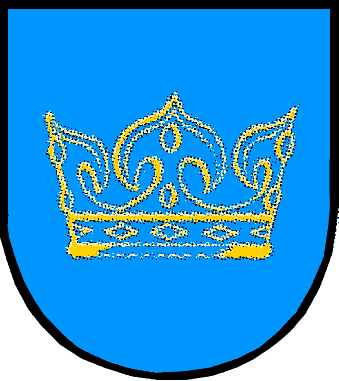
Nieoficjalny herb wsi Gumna

Gumna (cz. Humna, niem. Gumna) – wieś sołecka w Polsce, położona w województwie śląskim, w powiecie cieszyńskim, w gminie Dębowiec. Wieś leży w historycznych granicach regionu Śląska Cieszyńskiego. Powierzchnia sołectwa wynosi 410 ha, a liczba ludności 431, co daje gęstość zaludnienia równą 105,1 os./km².
Nazwa miejscowości to liczba mnoga słowa gumno.

## Położenie
Miejscowość położona jest na Pogórzu Cieszyńskim. Od strony północnej sąsiaduje z Kostkowicami, na wschodzie z Ogrodzoną, na południu z Cieszynem (Krasną), na zachodzie z Zamarskami.

## Integralne części wsi
| SIMC    | Nazwa   | Rodzaj    |
| ------- | ------- | --------- |
| 0051598 | Pasieki | część wsi |

## Historia
W Gumnach odkryto ślądy pierwszych społeczności rolniczych jakie pojawiły się na Śląsku Cieszyńskim w IV tysiącleciu p.n.e., związane są one z późną kulturą lendzielską,
Miejscowość po raz pierwszy wzmiankowano w 1523 roku jako Humna, co czyni ją najpóźniej wzmiankowaną spośród miejscowości wchodzących w skład gminy Dębowiec. Od początku znajdowała się w granicach księstwa cieszyńskiego (od 1327 lenna Królestwa Czech) i pozostawała wsią książęcą, tutejsi rybacy zobowiązani byli dostarczać na cieszyński zamek karpie z miejscowych stawów.
Według austriackiego spisu ludności z 1900 w 41 budynkach w Gumnach na obszarze 409 hektarów mieszkało 286 osób, co dawało gęstość zaludnienia równą 69,9 os./km². z tego 125 (43,7%) mieszkańców było katolikami, 155 (54,2%) ewangelikami a 6 (2,1%) wyznawcami judaizmu, 278 (97,2%) było polsko- a 8 (2,8%) niemieckojęzycznymi. Do 1910 roku liczba budynków wzrosład do 44 a mieszkańców do 312, z czego 129 (41,3%) było katolikami, 175 (56,1%) ewangelikami a 8 (2,6%) żydami, 290 (92,9%) polsko- a 22 (7,1%) niemieckojęzycznymi.
W 1901 roku został w Gumnach założony cmentarz ewangelicki, cztery lata później była na nim wzniesiona dzwonnica.
W 1912 roku zawiązana została miejscowa jednostka ochotniczej straży pożarnej.
Po zakończeniu I wojny światowej tereny, na których leży miejscowość - Śląsk Cieszyński stał się punktem sporu pomiędzy Polską i Czechosłowacją. W 1918 roku na bazie Straży Obywatelskiej miejscowi Polacy utworzyli lokalny oddział Milicji Polskiej Śląska Cieszyńskiego pod dowództwem ob. Węglorza, który podlegał organizacyjnie 1. kompanii w Cieszynie.
W latach 1975–1998 miejscowość położona była w województwie bielskim.

## Transport i komunikacja
Przez południową część Gumien przechodzi droga ekspresowa S52 na długości 0,82 km.
Przez centrum wsi kursują autobusy prywatnego przewoźnika DAS relacji Cieszyn – Dębowiec - Skoczów. Przez wieś przebiega również trasa innych przewoźników (WISPOL obsługując linię relacji Cieszyn – Brenna Bukowa) linii, takich jak Cieszyn – Bielsko-Biała, Cieszyn – Brenna, Cieszyn – Skoczów, Cieszyn – Ustroń Lipowiec. Linie te jednak nie kursują przez centrum wsi, lecz zatrzymują się tylko na jednym przystanku – Gumna.

## Turystyka
Przez miejscowość przechodzi trasa rowerowa:
- zielona trasa rowerowa nr 13 – Ustroń - Jastrzębie-Zdrój - Rybnik (82 km)

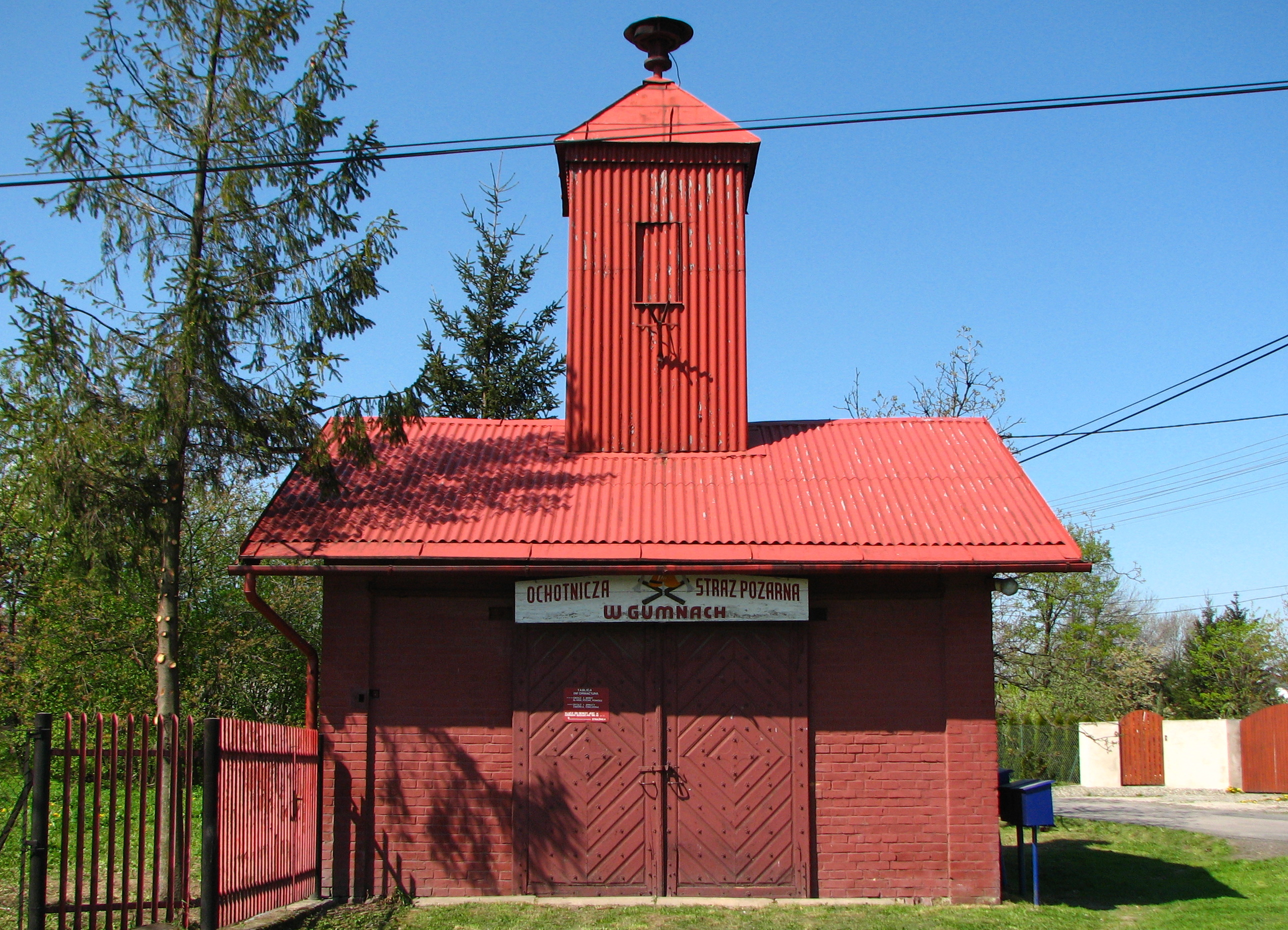
Remiza Ochotniczej Straży Pożarnej w Gumnach

## Religia
Na terenie Dębowca działalność duszpasterską prowadzą następujące Kościoły:
- Kościół Ewangelicko-Augsburski w RP (filia parafii w Cieszynie), zob. kaplica ewangelicka w Gumnach
- Kościół Rzymskokatolicki (parafia św. Mateusza w Ogrodzonej)

## Związani ze wsią
We wsi urodzili się: Paweł Pomykacz (1869–1922, duchowny ewangelicki, długoletni proboszcz we Lwowie), Karol Górniak (1886-1946, inżynier, pochowany na miejscowym cmentarzu ewangelicko-augsburskim), Edward Kaleta (1913-2000, działacz ruchu ludowego).